# Debating Robert Lee
Debating Robert Lee is een onafhankelijke film uit 2004 onder regie van Dan Polier.

## Verhaal
Een groep disfunctionele tieners moet meedoen aan een debat. Ze denken dat het leuk meegenomen is voor een grotere kans om binnen te komen op een betere universiteit. De leraar, Robert Lee, denkt echter dat de tieners tot veel meer in staat zijn.

## Rolverdeling
| Acteur          | Personage       |
| --------------- | --------------- |
| Dale Midkiff    | Robert Lee      |
| Kaley Cuoco     | Maralee Rodgers |
| Danielle Harris | Liz Bronner     |
| Daniel Letterle | Matt Mann       |
| Rachel Nichols  | Trilby Moffat   |
| Luke Edwards    | Michael Holland |
| Leonardo Nam    | Jordan Kramer   |
| A Martinez      | Meneer Alonzo   |
| Beau Bridges    | Meneer Lee      |
| Melinda Dillon  | Mevrouw Lee     |